# 2509 Chukotka
2509 Chukotka (1977 NG) là một tiểu hành tinh vành đai chính được phát hiện ngày 14 tháng 7 năm 1977 bởi Chernykh, N. ở Nauchnyj.